# Ірландія на пісенному конкурсі Євробачення
Ірландія бере участь в конкурсі пісні Євробачення щорічно з 1965 року, крім 1983 і 2002 років. Ірландські музиканти 7 разів здобували перше місце, 4 рази — друге, один раз — третє. Ірландія брала участь у пісенному конкурсі Євробачення 56 разів.

## Учасники Євробачення від Ірландії
Умовні позначення
     Переможець
     Друге місце
     Третє місце
     Четверте місце
     П'яте місце
     Останнє місце
     Автоматичний фіналіст
     Не пройшла до фіналу
     Участь скасовано
     Не брала участі
| Рік  | Місце проведення                                             | Виконавець                             | Пісня                                               | Фінал                              | Бали                               | Півфінал                           | Бали                               |
| ---- | ------------------------------------------------------------ | -------------------------------------- | --------------------------------------------------- | ---------------------------------- | ---------------------------------- | ---------------------------------- | ---------------------------------- |
| 1965 | Італія, Неаполь, «Sala di Concerto della RAI»                | Butch Moore                            | «Walking the Streets in the Rain» (англ.)           | 6-те                               | 11                                 | Півфіналів не існувало             | Півфіналів не існувало             |
| 1966 | Люксембург, Люксембург, «Villa Louvigny»                     | Dickie Rock                            | «Come Back to Stay» (англ.)                         | 4-те                               | 14                                 | Півфіналів не існувало             | Півфіналів не існувало             |
| 1967 | Австрія, Відень, «Гофбург»                                   | Sean Dunphy                            | «If I Could Choose» (англ.)                         | 2-ге                               | 22                                 | Півфіналів не існувало             | Півфіналів не існувало             |
| 1968 | Велика Британія, Лондон, «Альберт-холл»                      | Pat McGeegan                           | «Chance of a Lifetime» (англ.)                      | 4-те                               | 18                                 | Півфіналів не існувало             | Півфіналів не існувало             |
| 1969 | Іспанія, Мадрид, «Королівський театр»                        | Muriel Day                             | «The Wages of Love» (англ.)                         | 7-ме                               | 10                                 | Півфіналів не існувало             | Півфіналів не існувало             |
| 1970 | Нідерланди, Амстердам, «Amsterdam RAI»                       | Dana Rosemary Scallon                  | «All Kinds of Everything» (англ.) «Усе навколо»     | 1-ше                               | 32                                 | Півфіналів не існувало             | Півфіналів не існувало             |
| 1971 | Ірландія, Дублін, «Gaiety Theatre»                           | Angela Farrell                         | «One Day Love» (англ.)                              | 11-те                              | 79                                 | Півфіналів не існувало             | Півфіналів не існувало             |
| 1972 | Велика Британія, Единбург, «Usher Hall»                      | Sandie Jones                           | «Ceol an Ghrá» (ірл.)                               | 15-те                              | 72                                 | Півфіналів не існувало             | Півфіналів не існувало             |
| 1973 | Люксембург, Люксембург, «Великий театр»                      | Maxi                                   | «Do I Dream» (англ.)                                | 10-те                              | 80                                 | Півфіналів не існувало             | Півфіналів не існувало             |
| 1974 | Велика Британія, Брайтон, «Brighton Dome»                    | Tina Reynolds                          | «Cross Your Heart» (англ.)                          | 7-ме                               | 11                                 | Півфіналів не існувало             | Півфіналів не існувало             |
| 1975 | Швеція, Стокгольм, «Stockholmsmässan»                        | «The Swarbriggs»                       | «That's What Friends Are For» (англ.)               | 9-те                               | 68                                 | Півфіналів не існувало             | Півфіналів не існувало             |
| 1976 | Нідерланди, Гаага, «Congresgebouw»                           | Red Hurley                             | «When» (англ.) «Коли»                               | 10-те                              | 54                                 | Півфіналів не існувало             | Півфіналів не існувало             |
| 1977 | Велика Британія, Лондон, «Wembley Conference Centre»         | «The Swarbriggs» плюс двоє             | «It's Nice To Be In Love Again» (англ.)             | 3-тє                               | 119                                | Півфіналів не існувало             | Півфіналів не існувало             |
| 1978 | Франція, Париж, «Palais des congrès de Paris»                | Colm Wilkinson                         | «Born to Sing» (англ.)                              | 5-те                               | 86                                 | Півфіналів не існувало             | Півфіналів не існувало             |
| 1979 | Ізраїль, Єрусалим, «Binyenei HaUma»                          | Cathal Dunne                           | «Happy Man» (англ.)                                 | 5-те                               | 80                                 | Півфіналів не існувало             | Півфіналів не існувало             |
| 1980 | Нідерланди, Гаага, «Congresgebouw»                           | Джонні Логан                           | «What's Another Year?» (англ.)                      | 1-ше                               | 143                                | Півфіналів не існувало             | Півфіналів не існувало             |
| 1981 | Ірландія, Дублін, «RDS»                                      | «Sheeba»                               | «Horoscopes» (англ.)                                | 5-те                               | 105                                | Півфіналів не існувало             | Півфіналів не існувало             |
| 1982 | Велика Британія, Гаррогейт, «Harrogate International Centre» | «The Duskeys»                          | «Here Today Gone Tomorrow» (англ.)                  | 11-те                              | 49                                 | Півфіналів не існувало             | Півфіналів не існувало             |
| 1983 | ФРН, Мюнхен, «Rudi-Sedlmayer-Halle»                          | Не брала участі                        | Не брала участі                                     | Не брала участі                    | Не брала участі                    | Півфіналів не існувало             | Півфіналів не існувало             |
| 1984 | Люксембург, Люксембург, «Великий театр»                      | Лінда Мартін                           | «Terminal 3» (англ.)                                | 2-ге                               | 137                                | Півфіналів не існувало             | Півфіналів не існувало             |
| 1985 | Швеція, Єтерборг, «Scandinavium»                             | Maria Christian                        | «Wait Until the Weekend Comes» (англ.)              | 6-те                               | 91                                 | Півфіналів не існувало             | Півфіналів не існувало             |
| 1986 | Норвегія, Берген, «Grieghallen»                              | «Luv Bug»                              | «You Can Count On Me» (англ.)                       | 4-те                               | 96                                 | Півфіналів не існувало             | Півфіналів не існувало             |
| 1987 | Бельгія, Брюссель, «Heysel»                                  | Джонні Логан                           | «Hold Me Now» (англ.) «Тримай мене зараз»           | 1-ше                               | 172                                | Півфіналів не існувало             | Півфіналів не існувало             |
| 1988 | Ірландія, Дублін, «RDS»                                      | «Jump the Gun»                         | «Take Him Home» (англ.)                             | 8-ме                               | 79                                 | Півфіналів не існувало             | Півфіналів не існувало             |
| 1989 | Швейцарія, Лозанна, «Palais de Beaulieu»                     | Kiev Connolly & The Missing Passengers | «The Real Me» (англ.)                               | 18-те                              | 21                                 | Півфіналів не існувало             | Півфіналів не існувало             |
| 1990 | СФРЮ, Загреб, «Концертна зала ім. В. Лисинського»            | Liam Reilly                            | «Somewhere In Europe» (англ.)                       | 2-ге                               | 132                                | Півфіналів не існувало             | Півфіналів не існувало             |
| 1991 | Італія, Рим, «Чінечітта»                                     | Kim Jackson                            | «Could It Be That I'm In Love» (англ.)              | 10-те                              | 47                                 | Півфіналів не існувало             | Півфіналів не існувало             |
| 1992 | Швеція, Мальме, «Malmö Isstadion»                            | Лінда Мартін                           | «Why Me?» (англ.) «Чому я?»                         | 1-ше                               | 155                                | Півфіналів не існувало             | Півфіналів не існувало             |
| 1993 | Ірландія, Мілстріт, «Green Glens Arena»                      | Ніам Кавана                            | «In Your Eyes» (англ.) «У твоїх очах»               | 1-ше                               | 187                                | Півфіналів не існувало             | Півфіналів не існувало             |
| 1994 | Ірландія, Дублін, «Point Theatre»                            | Paul Harrington & Charlie McGettigan   | «Rock 'n' Roll Kids» (англ.) «Діти рок'н'ролу»      | 1-ше                               | 226                                | Півфіналів не існувало             | Півфіналів не існувало             |
| 1995 | Ірландія, Дублін, «Point Theatre»                            | Eddie Friel                            | «Dreamin'» (англ.)                                  | 14-те                              | 44                                 | Півфіналів не існувало             | Півфіналів не існувало             |
| 1996 | Норвегія, Осло, «Oslo Spektrum»                              | Eimear Quinn                           | «The Voice» (англ.) «Голос»                         | 1-ше                               | 162                                | 2-ге                               | 198                                |
| 1997 | Ірландія, Дублін, «Point Theatre»                            | Marc Roberts                           | «Mysterious Woman» (англ.)                          | 2-ге                               | 157                                | Півфіналів не існувало             | Півфіналів не існувало             |
| 1998 | Велика Британія, Бірмінгем, «Barclaycard Arena»              | Dawn Martin                            | «Is Always Over Now?» (англ.)                       | 9-те                               | 64                                 | Півфіналів не існувало             | Півфіналів не існувало             |
| 1999 | Ізраїль, Єрусалим, «Binyenei HaUma»                          | «The Mullans»                          | «When You Need Me» (англ.) «Коли ти мені потрібен»  | 17-те                              | 18                                 | Півфіналів не існувало             | Півфіналів не існувало             |
| 2000 | Швеція, Стокгольм, «Глобен-Арена»                            | Eamonn Toal                            | «Millennium of Love» (англ.)                        | 6-те                               | 92                                 | Півфіналів не існувало             | Півфіналів не існувало             |
| 2001 | Данія, Копенгаген, «Паркен»                                  | Gary O'Shaughnessy                     | «Without Your Love» (англ.) «Без твого кохання»     | 21-ше                              | 6                                  | Півфіналів не існувало             | Півфіналів не існувало             |
| 2002 | Естонія, Таллінн, «Saku Suurhall Arena»                      | Не брала участі                        | Не брала участі                                     | Не брала участі                    | Не брала участі                    | Півфіналів не існувало             | Півфіналів не існувало             |
| 2003 | Латвія, Рига, «Skonto Arena»                                 | Mickey Harte                           | «We've Got the World» (англ.)                       | 11-те                              | 53                                 | Півфіналів не існувало             | Півфіналів не існувало             |
| 2004 | Туреччина, Стамбул, «Abdi İpekçi Arena»                      | Chris Doran                            | «If My World Stopped Turning» (англ.)               | 22-ге                              | 7                                  | Тогорічний TOP-11                  | Тогорічний TOP-11                  |
| 2005 | Україна, Київ, «Палац спорту»                                | Donna and Joseph McCaul                | «Love?» (англ.) «Кохання?»                          | Не вдалося кваліфікуватися         | Не вдалося кваліфікуватися         | 14-те                              | 53                                 |
| 2006 | Греція, Афіни, «OAKA»                                        | Brian Kennedy                          | «Every Song Is a Cry for Love» (англ.)              | 10-те                              | 93                                 | 9-те                               | 79                                 |
| 2007 | Фінляндія, Гельсінкі, «Hartwall Arena»                       | «Dervish»                              | «They Can't Stop The Spring» (англ.)                | 24-те                              | 5                                  | Тогорічний TOP-10                  | Тогорічний TOP-10                  |
| 2008 | Сербія, Белград, «Белградська Арена»                         | «Dustin the Turkey»                    | «Irelande Douze Pointe» (англ.)                     | Не вдалося кваліфікуватися         | Не вдалося кваліфікуватися         | 15-те                              | 22                                 |
| 2009 | Росія, Москва, «Олимпийский»                                 | Sinéad Mulvey & «Black Daisy»          | «Et Cetera» (англ.)                                 | Не вдалося кваліфікуватися         | Не вдалося кваліфікуватися         | 11-те                              | 52                                 |
| 2010 | Норвегія, Осло, «Telenor Arena»                              | Ніам Кавана                            | «It's for You» (англ.)                              | 23-тє                              | 25                                 | 9-те                               | 67                                 |
| 2011 | Німеччина, Дюссельдорф, «Esprit Arena»                       | «Jedward»                              | «Lipstick» (англ.) «Губна помада»                   | 8-ме                               | 119                                | 8-ме                               | 68                                 |
| 2012 | Азербайджан, Баку, «Baku Crystal Hall»                       | «Jedward»                              | «Waterline» (англ.) «На межі»                       | 19-те                              | 46                                 | 9-те                               | 92                                 |
| 2013 | Швеція, Мальме, «Мальме Арена»                               | Раян Долан                             | «Only Love Survives» (англ.) «Виживає лише кохання» | 26-те                              | 5                                  | 8-ме                               | 54                                 |
| 2014 | Данія, Копенгаген, «B&W Arena»                               | «Can-Linn» та Кейсі Сміт               | «Heartbeat» (англ.) «Серцебиття»                    | Не вдалося кваліфікуватися         | Не вдалося кваліфікуватися         | 12-те                              | 35                                 |
| 2015 | Австрія, Відень, «Wiener Stadthalle»                         | Molly Sterling                         | «Playing With Numbers» (англ.)                      | Не вдалося кваліфікуватися         | Не вдалося кваліфікуватися         | 12-те                              | 35                                 |
| 2016 | Швеція, Стокгольм, «Глобен-Арена»                            | Ніккі Бірн                             | «Sunlight»(англ.) «Сонячне світло»                  | Не вдалося кваліфікуватися         | Не вдалося кваліфікуватися         | 15-те                              | 46                                 |
| 2017 | Україна, Київ, «Міжнародний виставковий центр»               | Брендан Мюррей                         | «Dying To Try»                                      | Не вдалося кваліфікуватися         | Не вдалося кваліфікуватися         | 13-те                              | 86                                 |
| 2018 | Португалія Лісабон, Mao Arena                                | Ryan O'Shaughnessy                     | Together (Разом)                                    | 16-те                              | 136                                | 6-те                               | 179                                |
| 2019 | Ізраїль,Тель-Авів                                            | Sarah McTernan                         | 22                                                  | Не вдалося кваліфікуватися         | Не вдалося кваліфікуватися         | 18-те                              | 16                                 |
| 2020 | Нідерланди, Роттердам «Rotterdam Ahoy»                       | Леслі Рой                              | Story of My Life (англ.) «Історія мого життя»       | Конкурс скасовано через COVID-19 X | Конкурс скасовано через COVID-19 X | Конкурс скасовано через COVID-19 X | Конкурс скасовано через COVID-19 X |
| 2021 | Нідерланди, Роттердам, «Rotterdam Ahoy»                      | Леслі Рой                              | Maps(англ.) «Карти»                                 | Не вдалося кваліфікуватися         | Не вдалося кваліфікуватися         | 16-те                              | 20                                 |
| 2022 | Італія, Турин, «Пала-Альпітур»                               | Брук                                   | That's Rich(англ.) «Це смішно »                     | Не вдалося кваліфікуватися         | Не вдалося кваліфікуватися         | 15-те                              | 47                                 |
| 2023 | Велика Британія, Ліверпуль, «Ліверпуль Арена»                | Wild Youth                             | We Are One(англ.) Ми єдині                          | Не вдалося кваліфікуватися         | Не вдалося кваліфікуватися         | 12-те                              | 10                                 |
| 2024 | Швеція, Мальме, «Мальме-Арена»                               | Bambie Thug                            | Doomsday Blue(англ.) Судний блакитний день          | 6-те                               | 278                                | 3-тє                               | 124                                |
| 2025 | Швейцарія, Базель, «Санкт-Якобсгалле»                        | Еммі                                   | «Laika Party» (англ.) «Вечірка Лайки»               | Не вдалося кваліфікуватися         | Не вдалося кваліфікуватися         | 13-те                              | 28                                 |

## Статистика голосувань 1965—2025

### Бали, віддані Ірландією
| Позиція | Країна          | Бали |
| ------- | --------------- | ---- |
| 1       | Велика Британія | 225  |
| 2       | Швеція          | 168  |
| 3       | Франція         | 148  |
| 4       | Німеччина       | 147  |
| 5       | Норвегія        | 144  |

### Бали, отримані Ірландією
| Місце | Країна          | Очок |
| ----- | --------------- | ---- |
| 1     | Велика Британія | 240  |
| 2     | Швеція          | 223  |
| 3     | Швейцарія       | 176  |
| 4     | Норвегія        | 169  |
| 5     | Австрія         | 164  |

## Організація участі

### Постановники номеру
Постановники номеру відповідають за візуальне оформлення виступу: хореографію, рухи артистів і танцівників, роботу з камерами, світлом, декораціями та загальну атмосферу, щоб зробити номер максимально ефектним для глядачів.
| Рік  | Постановники  | Дж.   |
| ---- | ------------- | ----- |
| 2025 | Марвін Дітман | [ 2 ] |